# Grochowiska (przystanek kolejowy)
Grochowiska – przystanek kolejowy w Grochowiskach, w gminie Pińczów, w powiecie pińczowskim, w województwie świętokrzyskim, w Polsce.
Przystanek obsługiwał ruch pasażerski do 18 kwietnia 2005. Obecnie odbywa się tu tylko ruch towarowy. Z dniem 10 grudnia 2023 przystanek ponownie zaczął obsługiwać regularny ruch pasażerski.